# Hotzenwälder Tracht

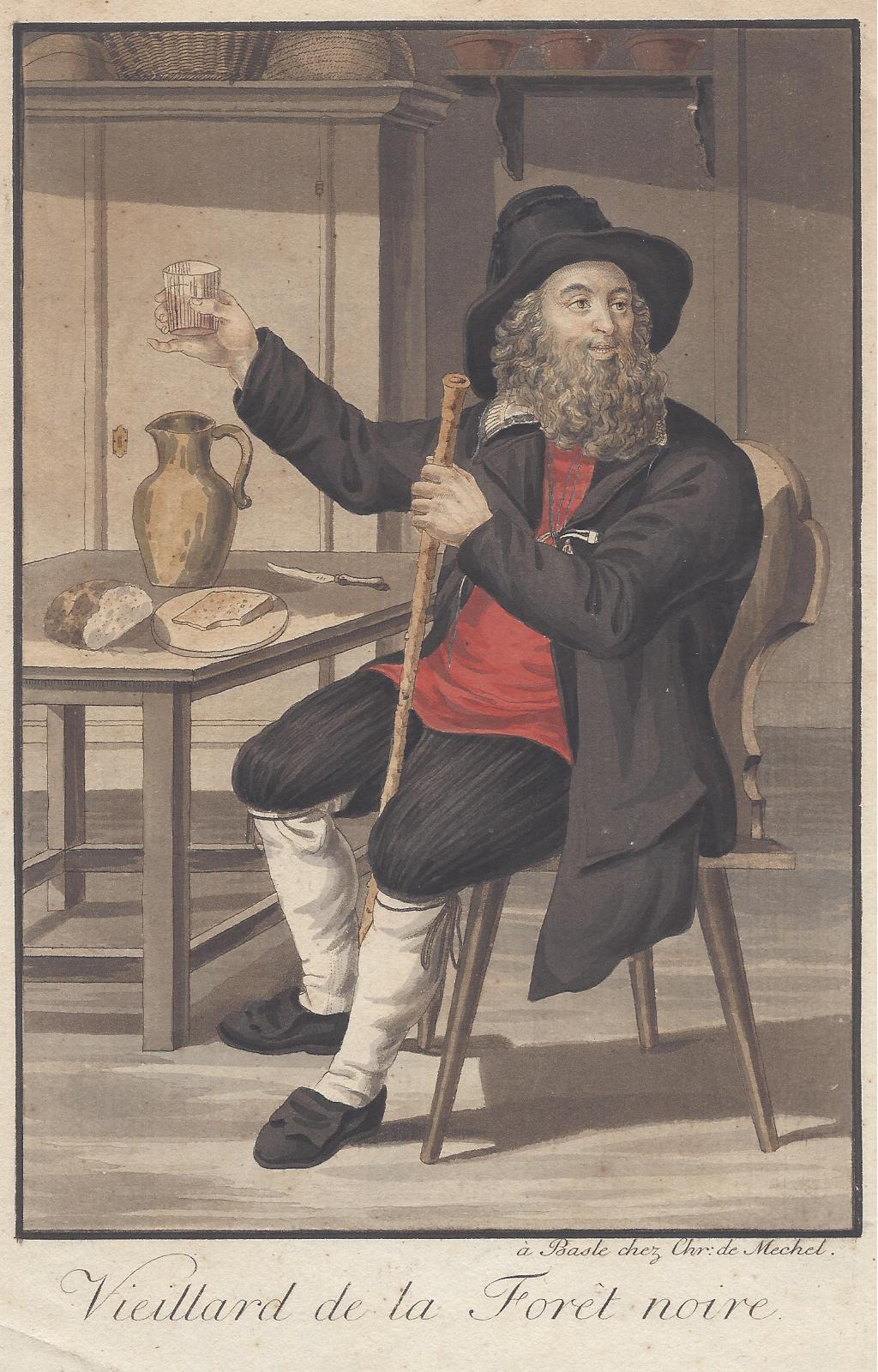
Hauensteiner, Aquarellierte Radierung von Samuel Gränicher 1783

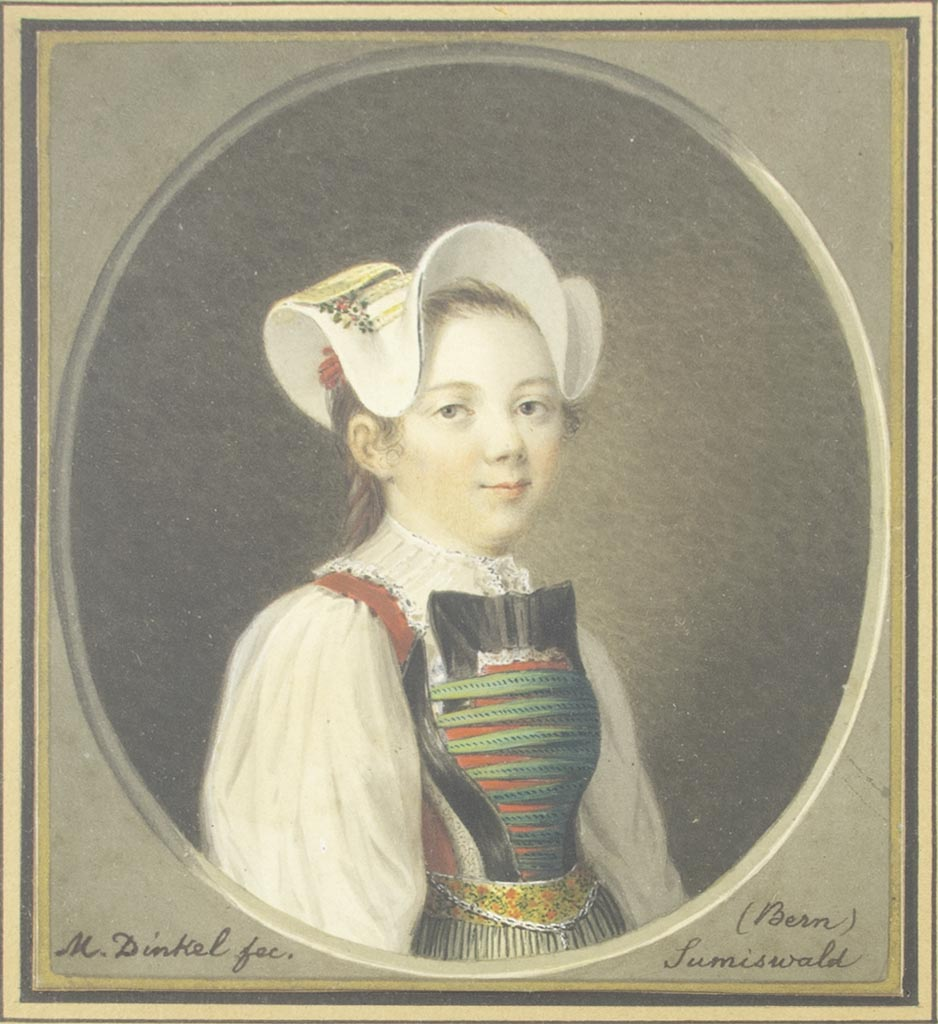
Mädchen in Hauensteiner Sommertracht, Gouache von Markus Dinkel um 1800

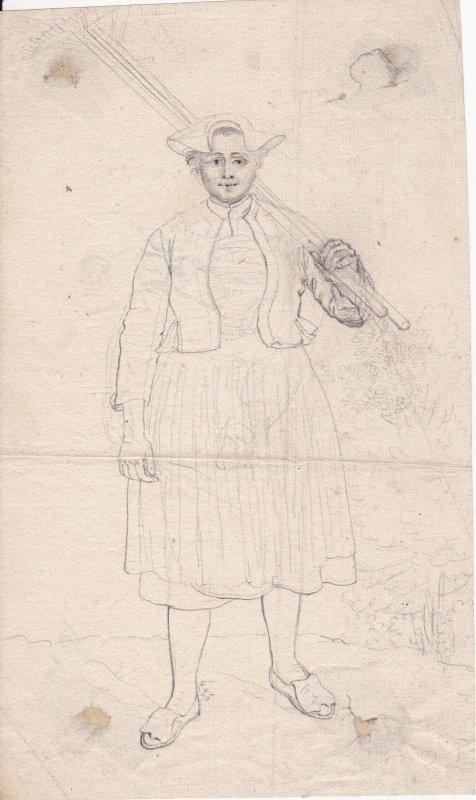
Bäuerin in Hauensteiner Alltagskleidung, Zeichnung von Samuel Gränicher 1783

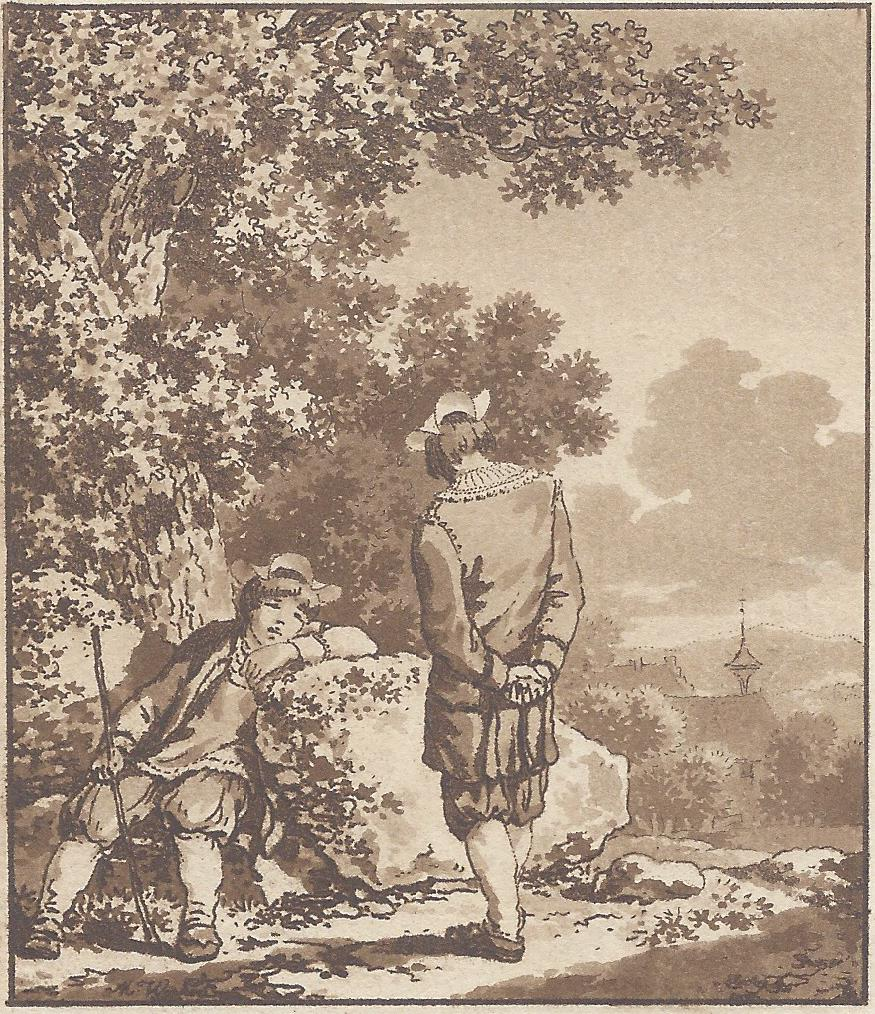
Hirtenjungen beim Lümmeln, Aquatinta von Marquard Wocher um 1790

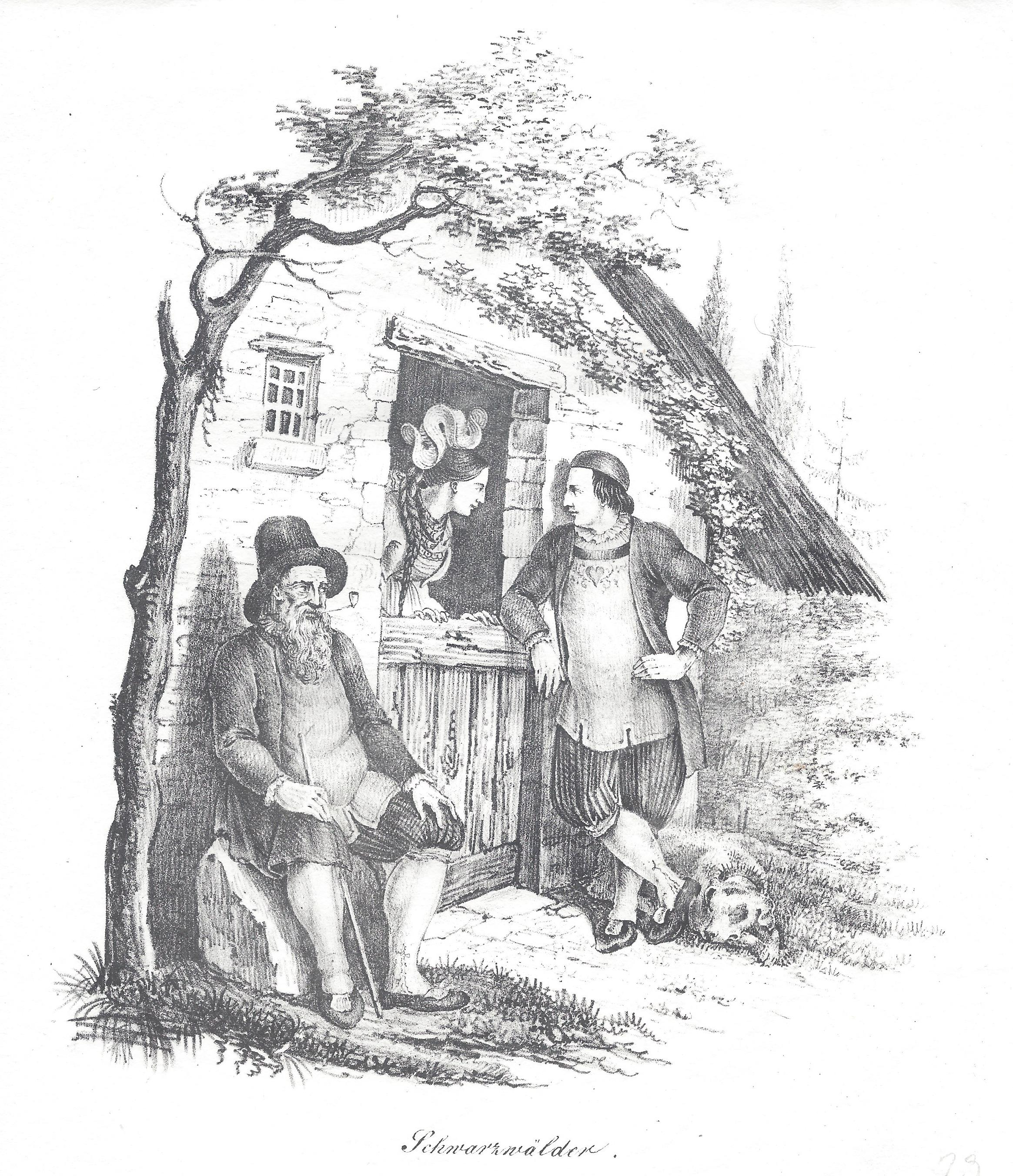
Hauensteiner Unterhaltung, Lithografie nach F. D. Seupel, 1829

Die Hotzenwälder Tracht (auch Hauensteiner Tracht) ist die traditionelle Tracht auf dem Hotzenwald, einer Region in Baden-Württemberg im Südwesten Deutschlands, an der Grenze zur Schweiz.

## Geschichte
Grundelemente der Hotzenwälder Tracht kommen aus der habsburgisch-spanischen Mode des 16. Jahrhunderts. Die erste bekannte urkundliche Erwähnung der Tracht stammt von 1717. Zur Huldigung von Kaiser Karl VI. in Luttingen und Dogern erschienen die Hotzen „…alle mit schwarzen Hüten, roten Schöpen und weißen Strümpfen…“.
Als im Mai 1770 Marie Antoinette auf dem Weg zu ihrer Hochzeit mit Ludwig XVI. in Paris in Freiburg ankam, traten dort im Rahmen der Feierlichkeiten auch zwei Kompanien Hotzen auf, deren Bekleidung näher beschrieben wird. „Zu ihren weiten gefalteten Beinkleidern brauchen sie soviel Gezeuges, daß ein anderer sich wohl zwey Paar davon anschaffen könnte;…“
Die Tracht hat sich nicht nur im Zeitablauf verändert, sondern war auch jeweils nach alltäglicher und Festtagsbekleidung verschieden. Zudem gab es Variationen im Erscheinungsbild älterer und jüngerer Personen sowie der Würdenträger. Besonders auffällig an der Tracht waren die Pumphosen der Männer und der von beiden Geschlechtern im Sommer getragene Strohhut mit seiner speziellen Form. Bei den Männern war die Tracht gleichzeitig auch die Uniform der Landwehr.

## Gebrauch der Tracht
Der Trachtenmaler Johann Baptist Tuttiné beschäftigte sich intensiv mit der Hotzenwälder Tracht und berichtet, dass diese Tracht bis in die 1840er Jahre allgemein getragen wurde, aber 1884 nur noch von wenigen alten Leuten, während die jüngeren schon seit 20 bis 30 Jahren die Tracht nicht mehr verwendeten.
Durch den von Tuttiné organisierten Karlsruher Trachtenfestzug vom 22. September 1881 erlebte insbesondere die dort hervorgehobene Hotzenwälder Tracht eine gewisse Renaissance. Bei kirchlichen Anlässen, wie der am Sonntag nach dem 6. März stattfindenden Prozession, bei der in Bad Säckingen der Todestag des heiligen Fridolin begangen wird, hielt sich der Gebrauch der Tracht vereinzelt noch bis in das letzte Drittel des 19. Jahrhunderts. Heute wird diese wiederbelebte Tradition in Trachtenvereinen gepflegt. Historische hauensteiner Trachten sind im Germanischen Nationalmuseum in Nürnberg, dem Schwarzwälder Trachtenmuseum in Haslach und im Heimatmuseum Görwihl zu sehen.

## Verbreitungsgebiet

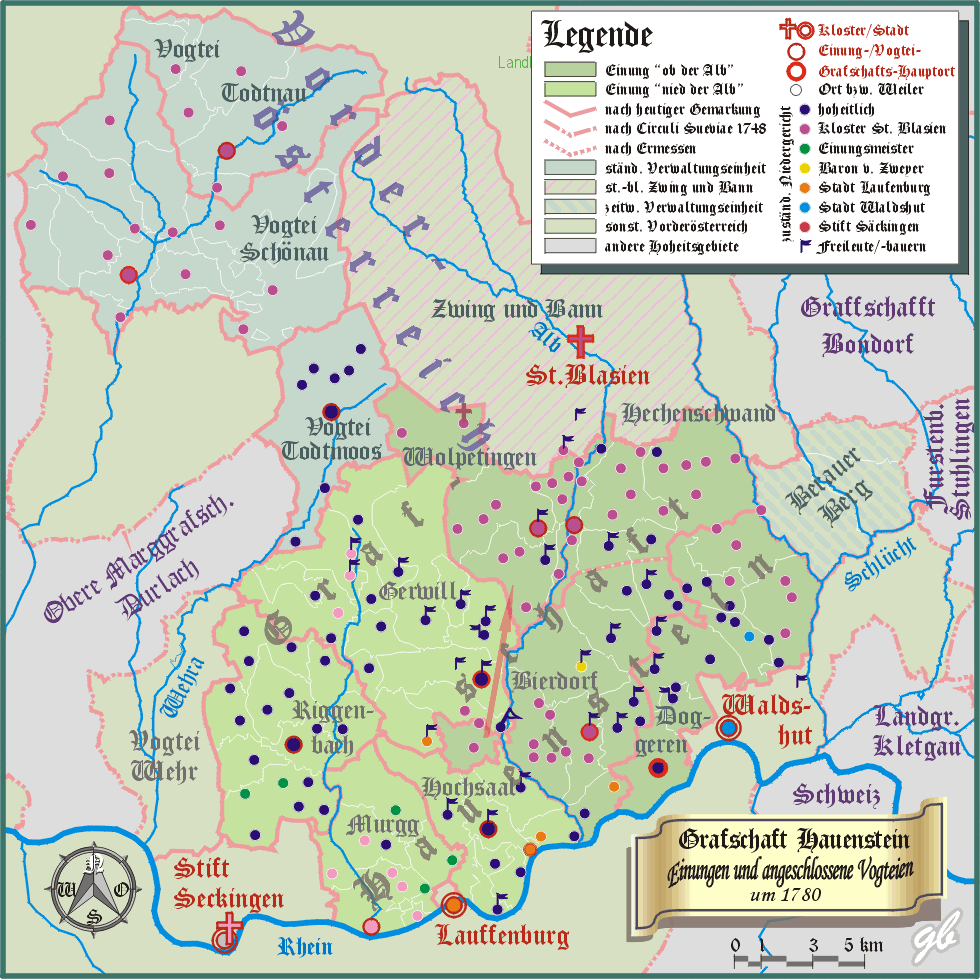
Grafschaft Hauenstein 1780

Das Verbreitungsgebiet der Tracht liegt zwischen Hochrhein und Feldberg und entspricht grundsätzlich der ehemaligen Grafschaft Hauenstein, die bis 1806 zu Vorderösterreich gehörte und dann dem Großherzogtum Baden einverleibt wurde. Das Gebiet erstreckt sich vom Hochrhein im Süden bis auf die Höhen des Südschwarzwaldes südlich von St. Blasien und um Höchenschwand im Norden. Im Westen verläuft die Grenze an den Hängen und im Tal der Wehra. Im Osten bilden die Schlücht und die Schwarza im Wesentlichen die Grenze. Im benachbarten Klettgau wird die Klettgauer Tracht getragen.

## Die Frauentracht
Die Frauen tragen einen Unterrock, der unter dem Fältelrock hervorschaut und sich farblich abhebt. Am Fältelrock ist das Leible festgenäht, und aus diesem ragen die Ärmel eines weißen Leinenhemdes hervor, das bis zum Ellenbogen reicht. Über dem Leible wurde ein bis zur Taille reichender Tschopen getragen. Bei den älteren Frauen waren schwarze oder dunkle Farbtöne üblich, während die Mädchen bunte Farben bevorzugten. Über dem Rock wurde noch eine Schürze (Fürtuch) getragen.
Die Kopfbedeckung der Frauentracht war im Sommer bei der Feldarbeit der Schühut – ein Strohhut, der einen Überzug aus Kalkfirnis hatte. Unter dem Schühut wurde oft eine Haube oder Kappe getragen, die unter dem Kinn gebunden wurde. An Festtagen wurde dagegen von den ledigen Frauen ein geschmückter kronenartiger Kopfaufsatz, der sogenannte Schäppel benutzt.

## Die Männertracht
Die Männer trugen ein weißes Leinenhemd mit weiten Ärmeln. Das Sonntagshemd war mit einer Halskrause (Krös) geschmückt. Darüber wurde ein rotes Brusttuch getragen, das über die Hüfte hinabreichte und beidseits an den Hüften einen Einschnitt hatte, um das Sitzen zu erleichtern. Am Hals war das Brusttuch mit schwarzem Samtband oder Stickereien verziert. Zu festlichen Anlässen wurde darüber der lange Rock aus dunklem Tuch – später schwarzem Samt – getragen. Dieser hatte keine Knöpfe und keinen Kragen, sondern wurde am Hals durch einen Lederriemen zusammengehalten. Die örtlichen Würdenträger (Einungsmeister) hoben sich durch blaue, später rote Röcke ab.
Das Besondere an der Hotzentracht waren die mit vielen engen Falten versehene schwarze Pumphosen, die ohne Hosenträger angezogen wurde. Mitte des 19. Jahrhunderts wurde die Pumphose dann teilweise durch schwarze Kniebundhosen aus Samt ersetzt. Unter dem Knie wurden die Hosen mit Nesteln auf den weißen Kniestrümpfen festgebunden.
Schwarze Halbschuhe mit rotgefärbten Lederlappen, die über den Rist hingen, oder schwarze Stiefel mit gelben Umschlägen bildeten die Fußbekleidung. Die Kopfbedeckung bildete ein weißgekalkter Strohhut mit niederem Gupf. Würdenträger trugen einen schwarzen Filzhut mit hohem Gupf. Die sonntägliche Kopfbedeckung war ein schwarz lackierter Strohhut mit einer schmalen, leicht gebogenen Krempe und einem sich nach oben verjüngenden Zylinderkopf. Diese Form wurde um 1840 durch einen breitrandigen Filzhut abgelöst. Junge Burschen trugen grüne runde Samtmützen.

## Die Rezeption der Hotzenwälder Tracht

### Bei Christian von Mechel
Christian von Mechels Interesse an der Hauensteiner Tracht kann bis auf den 26. Juli 1777 zurückgeführt werden. An diesem Samstag begleitete er Johann Kaspar Lavater auf einem Spaziergang von Waldshut nach Dogern. Mechel scheint die eigenartige Hauensteiner Tracht in der Erinnerung behalten zu haben. Bei der Neuordnung der Gemäldesammlung des Schloss Belvedere 1781 in Wien glaubte er fälschlicherweise im Bild eines Bauern in einer Hütte, das 1664 von Christopher Paudiß gemalt wurde, einen Schwarzwälder Bauern zu erkennen. Die Ähnlichkeit beruhte jedoch auf dem gleichen Zeitbezug der modischen Details. Zurückgekehrt nach Basel beauftragte von Mechel 1783 seinen Lieblingsschüler Samuel Gränicher, auf einer Rundreise durch die Schweiz Trachten abzuzeichnen. Auf den Rückweg über Hallau zeichnete Gränicher in von Mechels Auftrag zwischen Waldshut und Dogern die Ganzkörperporträts eines jungen Bauern, einer Bauersfrau im mittleren Alter auf dem Feld sowie eines älteren Mannes in der Hauensteiner Tracht bei der Brotzeit. Die Zeichnungen wurden von Gränicher im gleichen Jahr gestochen und mit Deckfarben koloriert. Sie erlebten aufgrund ihres außerordentlichen Erfolges wiederholte Neuauflagen bis zum Ende des Jahrhunderts. Dem Geschmack der internationalen Kundschaft geschuldet ersetzte von Mechel auf dem Bild des Alten den Mostkrug durch eine Guttere mit Rotwein.

### Johann Peter Hebel
Bereits Hebel hob die Hauensteiner hervor und schrieb 1806 ein kurzes Spiel, das in Karlsruhe bei geselligen Anlässen gespielt wurde.

### Joseph Victor von Scheffel
Scheffel lebte 1850–1851 in Säckingen und erwähnt die Hotzenwälder Tracht bei verschiedenen Gelegenheiten. In seinen Reisebildern gibt er eine Beschreibung der Männertracht: „…ein kurzer, bis ans Knie gehender Sammetschoben ohne Kragen und Knöpfe, vorn über der Brust durch ein genesteltes Band zusammengehalten, ist ihre ‚Montur‘; anstatt der Weste tragen sie ein rotes, beinahe ebensolanges ‚Fürtuch‘ oder ‚Brustlatz‘, so mit Sammetstreifen verbrämt ist und wie ein Panzerhemd beim Anziehen über den Kopf geworfen werden muß. Den Hals umschließt ein gefälteltes Hemd, oft mit großem, in künstlich verschnörkeltem Faltenwurf sich auslegendem Kragen versehen; eine Pluderhose, Falte an Falte übereinandergelegt, reicht bis ans Knie, weiße Strümpfe mit Lappenschuhen oder große Stiefeln mit hellen Lederkappen schließen den Mann nach seinen unteren Beziehungen ab. Auf dem Haupt trägt er entweder die sommers und winters obligate Pelzkappe oder einen für alle Jahreszeiten gleich üblichen spitzen, aufgekrempten, schwarzgefärbten Strohhut mit breitem Samtband. Auch das kurze ‚Tubakpfifli‘ im Mund darf nicht vergessen werden.“

### Vereine
- Homepage der Trachtenvereinigung „Alt Hotzenwald“
- Homepage der Hotzenwald-Bauernkapelle Görwihl
- Homepage des Fördervereins zur Geschichte der ehemaligen Grafschaft Hauenstein